# Bunkerville
Bunkerville és una concentració de població designada pel cens dels Estats Units a l'estat de Nevada. Segons el cens del 2000 tenia 1.014 habitants.

## Demografia
Segons el cens del 2000, Bunkerville tenia 1.014 habitants, 258 habitatges, i 223 famílies La densitat de població era de 9,11 habitants per km².
Dels 258 habitatges en un 54,7% hi vivien nens de menys de 18 anys, en un 72,9% hi vivien parelles casades, en un 10,5% dones solteres, i en un 13,6% no eren unitats familiars. En l'11,6% dels habitatges hi vivien persones soles el 5,8% de les quals corresponia a persones de 65 anys o més que vivien soles. El nombre mitjà de persones vivint en cada habitatge era de 3,93 i el nombre mitjà de persones que vivien en cada família era de 4,27.
Per edats la població es repartia de la següent manera: un 41,9% tenia menys de 18 anys, un 9,4% entre 18 i 24, un 26,5% entre 25 i 44, un 15,9% de 45 a 64 i un 6,3% 65 anys o més.
L'edat mediana era de 24,1 anys. Per cada 100 dones hi havia 99,21 homes. Per cada 100 dones de 18 o més anys hi havia 99,66 homes.
La renda mediana per habitatge era de 45.076 $ i la renda mediana per família de 46.098 $. Els homes tenien una renda mediana de 27.153 $ mentre que les dones 20.878 $. La renda per capita de la població era de 16.820 $. Aproximadament el 3,6% de les famílies i el 7,9% de la població estaven per davall del llindar de pobresa.

## Poblacions més properes
El següent diagrama mostra les poblacions més properes.